# Hrvatski akademski vaterpolski klub Mladost
Pour les articles homonymes, voir Mladost.
Le Hrvatski akademski vaterpolski klub Mladost (HAVK Mladost) est la section water-polo du HAŠK Mladost, club omnisports croate de Zagreb. Son équipe masculine a gagné sept coupes d'Europe des clubs champions des années 1960 aux années 1990.

## Historique
L'HAVK Mladost est créé en 1946. Il connaît son heure de gloire dans le championnat de Yougoslavie à la fin des années 1960 en remportant trois titres en cinq éditions entre 1967 et 1971, perturbant l'hégémonie des années 1960 à 1970 du VK Partizan de Belgrade. Les joueurs de Zagreb les transforme ensuite en quatre coupes d'Europe des clubs champions.
En 1989 et 1990, peu avant la guerre d'indépendance croate, il enlève deux des derniers championnats de Yougoslavie qui lui permettent de nouveau de s'illustrer au niveau européen avec deux coupes d'Europe supplémentaires.
Dans le championnat de Croatie, il exerce une suprématie en étant neuf fois champion de 1992 à 2003, avant de subir la concurrence du VK Jug dans les années 2000.

## Palmarès masculin

### Europe
- 3 supercoupes : 1976, 1989 et 1996.
- 7 coupes des clubs champions : 1967, 1968, 1969, 1971, 1989, 1990 et 1996.
- 2 coupes des vainqueurs de coupe : 1976 et 1999.
- 1 trophée LEN : 2001.

### Yougoslavie
- 6 titres de champion : 1962, 1967, 1969, 1971, 1989 et 1990.
- 1 coupe : 1989.

### Croatie
- 10 titres de champion : 1992, 1993, 1994, 1995, 1996, 1997, 1999, 2002, 2003 et 2008.
- 6 coupes : 1992, 1993, 1998, 2002, 2005 et 2010[2].

## Membres
- Aleksandar Seifert (entraîneur)